# Sakura Wars: The Animation
Sakura Wars: The Animation (新サクラ大戦 the Animation Shin Sakura Taisen: Ji Animēshon?) es una serie de televisión de anime japonesa dirigida por Manabu Ono, escrita por Ono y Tatsuhiko Urahata y animada por Sanzigen. Coproducido por Sega, Sammy y Tencent Japan, bajo el nombre SAKURA PROJECT, se basa en el escenario y la historia del videojuego Sakura Wars de 2019, y tiene lugar después de los eventos del juego. Esta ambientada en 1941, la serie sigue las aventuras de Seijuro Kamiyama y Imperial Combat Revue.

## Premisa
Sakura Wars the Animation está ambientada en una versión ficticia de 1941 (un año después de los eventos del videojuego) durante la era Taishō y sigue las aventuras de Imperial Combat Revue, una unidad militar dedicada a luchar contra amenazas sobrenaturales contra Tokio mientras mantiene su cubrir como un grupo de teatro. Con su capitán Seijuro Kamiyama ausente, Sakura Amamiya asume temporalmente el mando. Tras un incidente en Europa, Kamiyama toma a una joven rusa llamada Klara M. Ruzhkova y la deja al cuidado de la División de Flores. Sin embargo, el capitán de la Moscow Combat Revue, Valery Kaminski, es enviado a Tokio para recuperar a Klara y la División de las Flores debe detenerlo.

## Personajes
Seijuro Kamiyama
 Seiyū: Yōhei Azakami
Sakura Amamiya
 Seiyū: Ayane Sakura
Hatsuho Shinonome
 Seiyū: Maaya Uchida
Azami Mochizuki
 Seiyū: Hibiku Yamamura
Anastasia Palma
 Seiyū: Ayaka Fukuhara
Clarissa "Claris" Snowflake
 Seiyū: Saori Hayami
Sumire Kanzaki
 Seiyū: Michie Tomizawa
Komachi Oba
 Seiyū: Ryōko Shiraishi
Kaoru Rindo
 Seiyū: Yui Ishikawa
Reiji Shiba
 Seiyū: Tomokazu Sugita
Itsuki Saijo
 Seiyū: Mayu Yoshioka
Hiromi Hongo
 Seiyū: Haruka Terui
Hakushu Murasame
 Seiyū: Miyuki Sawashiro

## Producción y lanzamiento
Una serie de televisión de anime ambientada un año después del estreno del juego el 3 de abril de 2020 en Tokyo MX y BS11. La serie está animada por Sanzigen y dirigida por Manabu Ono, con Ono y Tatsuhiko Urahata a cargo de la composición de la serie y Kohei Tanaka componiendo la música. Mika Pikazo, Masashi Kudo, Takuya Chanohara y Tatsuya Fukushima están diseñando los personajes. El elenco principal repitió sus roles del juego. Funimation obtuvo la licencia de la serie y lo transmitió en su sitio web en América del Norte y las islas británicas. Medialink obtuvo la licencia de la serie para el sur y el sudeste de Asia.